# Truth
Truth – singel azerskiego piosenkarza Chingiza wydany w marcu 2019.
W 2019 utwór reprezentował Azerbejdżan w 64. Konkursie Piosenki Eurowizji w Tel Awiwie. Piosenka zajęła 8. miejsce zdobywając 302 punkty, w tym 202 punkty od jurorów (5. miejsce) i 100 punktów od widzów (8. miejsce).
Do utworu zrealizowano oficjalny teledysk, który został opublikowany 8 marca 2019 na kanale „Eurovision Song Contest” w serwisie YouTube.